# ГАЕС Yangyang
ГАЕС Yangyang — гідроакумулювальна електростанція у Південній Кореї.
Верхній резервуар станції спорудили на струмку у лівобережній частині сточища річки Соянг (ліва притока Пукханган, яка в свою чергу є правим витоком річки Хан), котра відноситься до басейну Жовтого моря. Для цього звели кам'яно-накидну греблю з бетонним облицюванням висотою 96 метрів та довжиною 360 метрів, яка потребувала 1,4 млн м3 матеріалу. Вона утримує водойму з площею поверхні 0,2 км2 та об'ємом 4,9 млн м3 (корисний об'єм 4,3 млн м3). При греблі працює мала ГЕС потужністю 3 МВт;
Нижній резервуар створили на річці, яка дренує протилежний схил Східно-Корейських гір та впадає до Японського моря біля міста Yangyang. Тут спорудили бетонну гравітаційну греблю висотою 53 метри та довжиною 250 метрів, яка потребувала 128 тис. м3 матеріалу. Вона утримує водойму з площею поверхні 0,08 км2 та об'ємом 9,2 млн м3 (корисний об'єм 4,3 млн м3). При греблі працює мала ГЕС потужністю 1,5 МВт.
З верхнім резервуаром машинний зал сполучений за допомогою тунелю довжиною 1,3 км, напірної шахти глибиною 780 метрів та напірного водоводу довжиною 0,65 км. З нижнім резервуаром його з'єднує тунель довжиною 3,1 км.
Основне обладнання станції становлять чотири оборотні турбіни типу Френсіс потужністю по 250 МВт, які працюють при напорі до 818 метрів.